# Боєриця
Бо́єриця (болг. Боерица) — село в Софійській області Болгарії. Входить до складу общини Іхтіман.

## Населення
За даними перепису населення 2011 року у селі проживали 100 осіб.
Національний склад населення села:
| Національність   | Кількість осіб | Відсоток |
| ---------------- | -------------- | -------- |
| болгари          | 95             | 95,0%    |
| цигани           | 4              | 4,0%     |
| Всього відповіли | 100            |          |

Розподіл населення за віком у 2011 році:
Динаміка населення: